# Marija Klënova
Marija Vasil'evna Klënova (in russo Мария Васильевна Клёнова?; Irkutsk, 12 agosto 1898 – Mosca, 6 agosto 1976) è stata una geologa russa conosciuta per i suoi innovativi lavori di cartografia marina.
Trascorse quasi trent'anni a fare ricerche nelle regioni polari, diventando la prima donna scienziata a fare ricerche in Antartide. Si unì alla prima spedizione antartica sovietica (1955–57) e lavorò con ANARE (Spedizione nazionale australiana di ricerca antartica) sull'Isola Macquarie.

## Primi anni
Dopo aver studiato a Ekaterinburg si trasferì a Mosca durante la prima guerra mondiale per lavorare in un ospedale mentre iniziava gli studi di medicina. Si recò in Siberia per continuare i suoi studi di medicina durante la guerra civile russa.  All'inizio degli anni venti del Novecento tornò a Mosca e inizia gli studi in mineralogia laureandosi all'Università statale di Mosca nel 1924 e conseguì il dottorato sotto la guida di Jakov Samojlov e Vladimir Vernadskij.

## Carriera

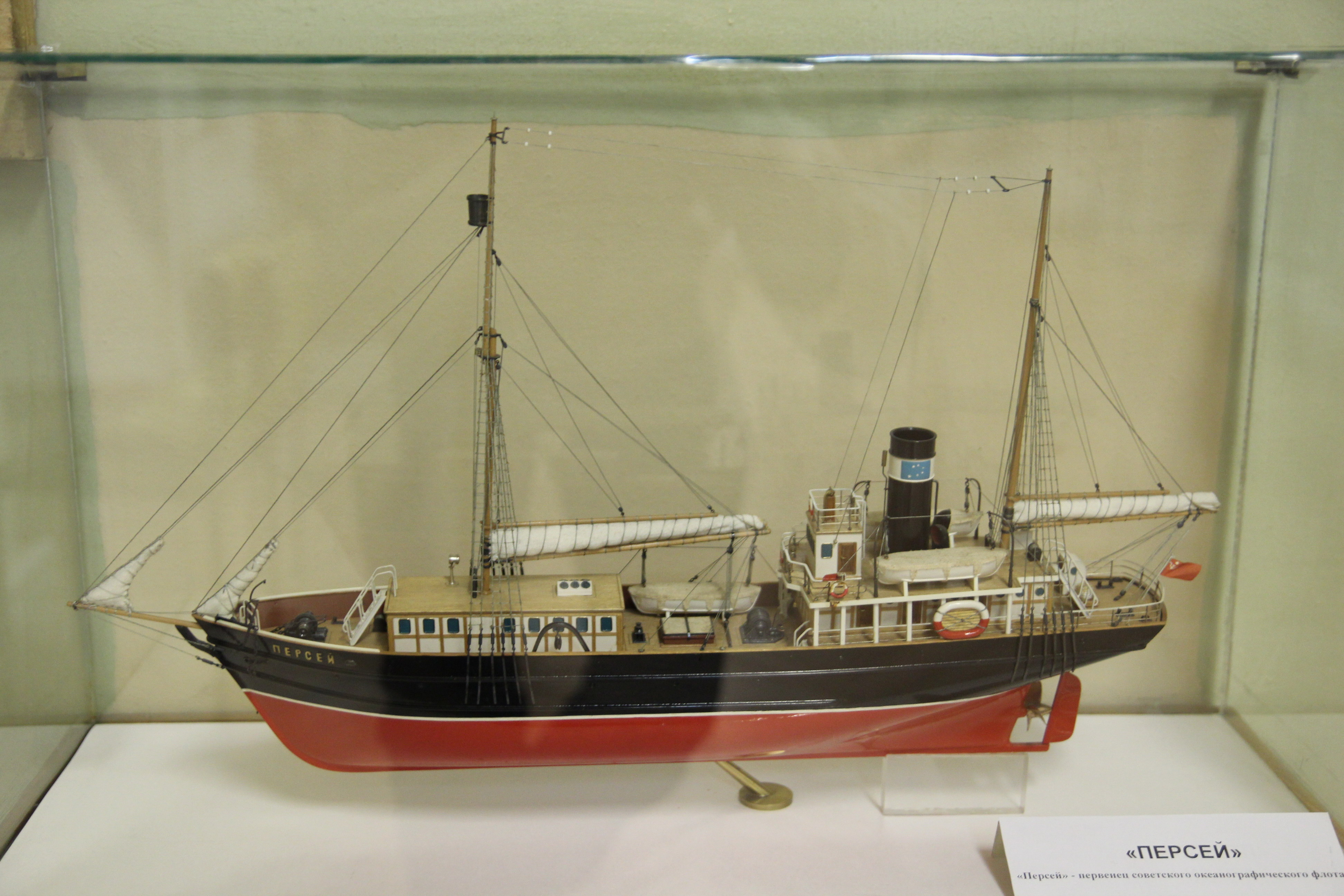
Modellino della nave Perseus conservato nel Museo regionale dell'Oblast' di Murmansk

Nel 1925 iniziò a lavorare come ricercatrice di geologia marina a bordo della nave da ricerca sovietica Perseus, nel Mare di Barents e negli arcipelaghi di Novaja Zemlja, Spitsbergen e Terra di Francesco Giuseppe. 
Nel 1949 divenne ricercatrice senior presso l'Istituto Širšov di Oceanologia dell'Accademia delle Scienze dell'Unione Sovietica. La sua ricerca scientifica riguardava l'analisi della geologia dei fondali marini nell'Oceano Atlantico e nell'Antartico, nonché nel Mar Caspio, nel Mare di Barents e nel Mar Bianco. Fu lei a mettere a punto la migliore metodologia per realizzare le carte batimetriche, con le quali nel 1933 disegnò la prima mappa completa del fondale del mare tra la Norvegia e l'isola di Junyj, decidendo di intitolarlo a Willem Barents, un esploratore polare olandese del XVI secolo.

## Contributi
Le sue ricerche contribuirono a creare il primo atlante antartico, un'opera innovativa in quattro volumi pubblicata in Unione Sovietica. Marija Klënova trascorse la maggior parte del suo tempo facendo osservazioni a bordo delle navi rompighiaccio russe Ob' e Lena. Il suo gruppo effettuò misurazioni oceanografiche nelle acque antartiche e subantartiche. Insieme a lei c'erano altre sette donne a bordo dell'Ob', fatto di per sé eccezionale; ma a quell'epoca era rarissimo che alle donne fosse permesso avventurarsi sulla terraferma, per cui dovevano fare affidamento sui colleghi maschi per raccogliere e riportare a bordo i campioni. Klënova lavorò anche a Mirnyj, una stazione di ricerca russa in Antartide sulla Queen Mary Coast, condivisa con ricercatori australiani e polacchi. Sulla via del ritorno, scese dalla nave sull'Isola Macquarie, divenendo la prima scienzata donna a sbarcare a terra da una nave di ricerca e la prima donna a compiere in Antartide una propria ricerca.
Il suo libro Geologija morja (in italiano Geologia del mare) pubblicato nel 1948, è il primo libro di testo dedicato ai metodi e alle osservazioni di geologia marina.

## Riconoscimenti
Le sono stati intitolati:
- la Valle sottomarina Klënova, una valle oceanografica scoperta dalla Spedizione idrografica della Flotta del Nord russa negli anni 1981-1983[8],
- un cratere su Venere,
- un picco montagnoso nell'Antartide,
- un monte sottomarino ad est del Brasile.

## Scritti
- Klenova MV e Jastrebova LA (1938) Clorofilla nei sedimenti come indicazione della fase gassosa dell'acqua. Trans. Ist. Mar. Pesca, URSS 5, 65–70.
- Klenova, MV (1939) "Verso lo studio della natura della linea costiera del Caspio settentrionale (osservazioni da un aereo)." Natura n. 1 pag. 72–73 (in russo).
- Klenova, MV Geologia del mare (Mosca, 1948), p. 424. (In russo)
- Geologia del delta del Volga (1951, coautore)
- Geologia del Mare di Barents (Mosca, 1960) (in russo)
- Struttura geologica della scarpata continentale del Mar Caspio (1962, coautore)
- Precipitazioni del bacino artico basate sulla deriva l / s G. Sedov (1962)
- Geologia dell'Oceano Atlantico (Mosca, 1975) (in russo)